# Carrozzeria Vignale

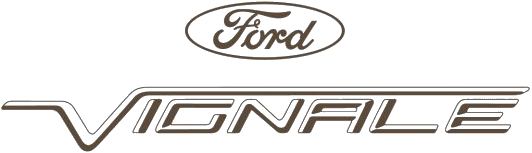
логотип Ford-Vignale

Carrozzeria Vignale — итальянская фирма по дизайну и разработке автомобильных кузовов, работы которой так или иначе были в серийном производстве у всех известных марок итальянского автопрома послевоенного периода. На 2023 год название брэнда Виньяле принадлежит компании Ford.

## История

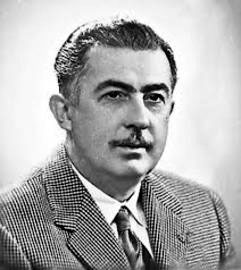
Альфредо Виньяле

Компания основана Альфредо Виньяле в 1948 году. Весь период деятельности компании её производственные мощности располагались в Турине. Сам Виньяле был в теме дизайна и производства автокузовов с 1930 года, когда в 17-летнем возрасте поступил на работу в Pinin Farina.
Первой собственной работой под своим именем Виньяле стал кузов на базе Fiat Topolino, изготовленный в 1948 году, и за свой дизайн отмеченный в британском журнале Autocar. В дальнейшем компания становилась подрядчиком по дизайну и разработке для итальянских марок Alfa Romeo, Cisitalia, Ferrari, FIAT, Lancia, Maserati, O.S.C.A.. В разное время в компании работали такие известные итальянские дизайнеры как Джованни Микелотти, Родольфо Бонето, Вирджинио Вайро. Результатом 21 года работы стали кузова порядка 50 моделей легковых автомобилей, а последним образцом дизайна стали прототипы Tatra 613 в 1968 году.

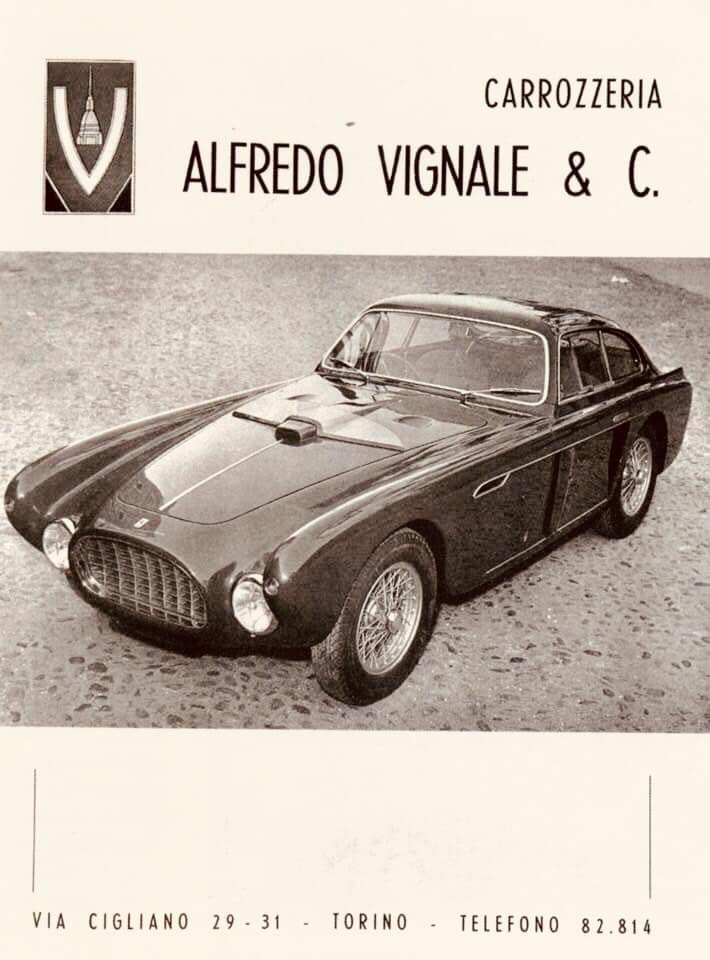
Реклама Ferrari с кузовом от Carrozeria Vignale

В 1969 контроль над компанией перешёл к De Tomaso, которая уже владела Carrozzeria Ghia. А в 1973 году, обе компании (и Ghia и Vignale) перешли под контроль Ford of Europe, где и остаются на 2023 год, не ведя никакой самостоятельной деятельности.
Сам Альфредо Виньяле вскоре после продажи компании погиб в автокатастрофе 16 ноября 1969 года.

## Современное использование названия
На Женевском автосалоне 1993 года компания Aston Martin, в то время принадлежавшая Ford, представила концепт-кар под названием Lagonda Vignale. Позже уже сам Ford использовал имя Vignale в концептуальном автомобиле Ford Focus Vignale, представленном на Парижском автосалоне 2004 года, однако серийная модель была названа Ford Focus Coupe-Cabriolet.
В сентябре 2013 года Ford of Europe объявил о планах возродить имя Vignale в качестве высококлассного роскошного суббренда Ford.
В марте 2016 года Ford of Europe анонсировал концептуальный автомобиль Kuga Vignale на автосалоне в Женеве, где компания также анонсировала линейку продуктов Vignale, пятидверные модели S-Max, Edge и Mondeo Vignale, дебютировавшие вместе с Kuga. Vignale Concept, предлагающий видение будущего высококлассных внедорожников, а также демонстрирующий Vignale Ambassadors и фирменную коллекцию Vignale.